# Рекламные кампании «Яндекса»
Первоначально продукт Яndex.ru создавался компанией CompTek с целью продвижения остальных продуктов компании, в том числе и Яndex.Site. По мере своего развития [[Яндекс.Поиск|поисковая система.
За первый год существования на рекламу «Яндекса» было потрачено всего 1 тыс. долл; затем началась реклама в специализированных компьютерных журналах. «Яндекс» также первой из российских интернет-компаний провела рекламную кампанию на телевидении. Однако многие годы «Яндекс» не проводил привычных рекламных акций и не имел партнёров среди крупных медийных агентств, зачастую обходясь исключительно своими силами.

## Слоганы

### Найдётся всё

Современный логотип «Яндекса».

«Яндекс» запустил первую среди интернет-компаний России рекламную кампанию на телевидении после продажи в 1999 году Аркадием Воложем трети компании инвесторам. Часть вырученных средств пошли на наём нового персонала, часть — на съёмки рекламы. Рекламная кампания была подготовлена в короткие сроки из-за боязни руководства компании относительно подорожания эфирного времени. Поначалу это были короткие пятисекундные ролики, вышедшие на экранах в январе 2000 года, на которых был показан логотип ресурса со словами — «„Яндекс“ — справочная русского Интернета».
Потом был снят короткий ролик со следующим сюжетом: интеллигентный юноша идёт по улице и видит плакат с объявлением о розыске, на котором показано изуродованное лицо преступника (его играл знаменитый дизайнер Артемий Лебедев). Внезапно преступник появляется за спиной юноши и кладёт ему руку на плечо со словами: «Закурить не найдётся?». Затем играла бодрая музыка и появлялась надпись: «Найдётся всё!». Реклама впервые вышла на канале НТВ вечером 21 апреля 2000 года.
Именно последняя фраза из этого ролика — Найдётся всё — стала слоганом компании. Директор по рекламе «Яндекса» Светлана Кондрашова вспоминает:
Как и всё хорошее в этой жизни, данный слоган придумали сразу несколько человек — сотрудников компании, собравшихся в начале весны 2000 года для обсуждения своего телеролика
.
Само выражение быстро стало крылатым.
Когда пользователь вводил запрос, на который выдавался ноль результатов, к слогану добавлялась ещё одна строчка — «Найдётся всё. Со временем».
Информация о ролике:
| Найдётся всё!                               |                     |
| Рекламное агентство                         | ARS Communications  |
| Креативный директор                         | Арсен Ревазов       |
| Копирайтер                                  | Екатерина Андерсон  |
| Студия                                      | Top Film Production |
| Режиссёр                                    | Андрей Лобов        |
| Оператор                                    | Алексей Молчанов    |
| Гримёр                                      | Лариса Жуковская    |
| Стилист                                     | Наталья Маланчук    |
| Композитор                                  | Сергей Миклашевский |
| Продюсер                                    | Анна Кочанова       |
| Актёры                                      |                     |
| Интеллигент                                 | Иван Шорин          |
| Бандит                                      | Артемий Лебедев     |
| Ссылка на ролик, копия (недоступная ссылка) |                     |

### «Все вопросы — к Яндексу!» (2000)
Рекламная кампания с таким названием стартовала в конце 2000 года. Были придуманы 13 фраз по такому типу: [крылатое вопросительное предложение] плюс слова «Все вопросы — к „Яндексу“». Например, "Что день грядущий мне готовит? / «Все вопросы — к „Яндексу“»".

### «Все вопросы — к Яндексу!» (2006)
В 2006 году Яндекс провёл офлайновую рекламную кампанию с тем же слоганом, но новой реализацией — объявлениями с окончанием «…справок не даёт. Все вопросы к Яндексу». В частности, стикеры со словами «Машинист справок не даёт. Все вопросы к Яндексу» расклеивались над кнопками вызова машинистов в метро.
Остался неизменным и основной слоган — «Найдётся всё». Рекламная кампания 2006 года стала победителем в номинации «Лучший слоган года» по версии журнала «Индустрия рекламы».

### «Есть вопросы?»
1 сентября 2008 года «Яндекс» запустил ещё одну рекламную кампанию. На билбордах и рекламных тумбах крупных городов были «ответы» на известные вопросы: например, «Любит», «На Фонтанке водку пил» и пр. Рекламные макеты были выполнены на белом фоне с обязательным присутствием логотипа «Яндекса» и рефреном «Есть вопросы? Яндекс. Найдётся всё!».
Среди таких ответов было и число 42, известное любителям научной фантастики как «Ответ на главный вопрос жизни, вселенной и всего такого».
Первоначальная идея кампании была задумана в Студии Артемия Лебедева, рекламные тексты написаны силами «Яндекса», а производство шло усилиями обеих компаний.
На плакатах были использованы отрывки из цитат Уильяма Шекспира, Александра Пушкина, Николая Некрасова, Корнея Чуковского, Михаила Матусовского, Самуила Маршака, Эдуарда Успенского, Юрия Энтина, Юрия Шевчука, Дугласа Адамса, русских народных сказок, а также из кинофильма «Джентльмены удачи», мультфильма «Винни-Пух идёт в гости», учебника по геометрии для 8 класса, из выступлений команды «Уральские пельмени» в передаче КВН и арии Германа из оперы «Пиковая дама» в тональности си мажор для тенора и фортепьяно.
С целью поддержки кампании был создан сайт rk.yandex.ru (сейчас это перенаправление на главную страницу «Яндекса»), где пользователи могли отгадывать вопросы и создавать свои варианты рекламных плакатов.

### «Ответы на все случаи жизни»
Акция «Ответы на все случаи жизни» стартовала в марте 2012 года в России и на Украине для воспитания у посетителей сайта эмоциональной приверженности к бренду, а также проходила в Турции, где бренду было необходимо громко заявить о себе и привлечь новых пользователей. Кампания проходила в сотрудничестве с рекламным агентством My Agency.
Было записано видео, на котором была изображена фирменная поисковая стрелка «Яндекса» с примерами поисковых запросов.
Помимо видео, кампания также поддерживалась наружными баннерами, цифровыми дисплеями и рекламой в кино.
Для поддержки также был создан сайт promo.yandex.ru.

### «Yandex’le!»
«Yandex’le» (произносится как «Яндексли», букв. означает «искать в „Яндексе“») — неологизм, придуманный в ходе рекламной кампании 2012 года в Турции (тур. Yandex 2012 Reklam Kampanyası).
В рамках рекламной кампании, начавшейся осенью 2012 года, демонстрировались 4 видеоролика, иллюстрировавшие возможности поисковых подсказок музыки, стихов, перевода и др. На этих видео сервисы «Яндекса» приходят на помощь людям, оказавшимся бессильными перед неразрешимыми проблемами, и успешно выручают их.
Данные о роликах:
| Yandex’le!          |                                |
| Рекламное агентство | Лео Бернетт Стамбул            |
| Производство        | Powfilms                       |
| Режиссёр            | Бурчу Матур (тур. Burcu Matur) |

### «Начнётся всё!»
Весной 2013 года «Яндекс» начал новую рекламную кампанию на телевидении под названием «Весна. Яндекс. Начнётся всё».
Были снято 5 видеороликов, общая тематика которых — мечты о весне уставших от затянувшейся зимы горожан. Кампания была проведена с помощью специалистов рекламного агентства Instinct.
Данные о роликах:
| «Весна. Яндекс. Начнётся всё»                 |                                 |
| Рекламное агентство — Instinct (BBDO Group)   |                                 |
| Креативные директора                          | Ярослав Орлов, Роман Фирайнер   |
| Руководитель группы                           | Сергей Свержинский              |
| Аккаунт супервайзер                           | Ирина Антецца, Алиса Татаринова |
| Продюсер                                      | Татьяна Дмитриева               |
| Производство — «Рефлекс»                      |                                 |
| Режиссёр                                      | Микко Лехтинен                  |
| Оператор                                      | Владислав Опельянц              |
| Продюсер                                      | Леся Маглеванная                |
| О съёмках роликов про весну, которая начнётся |                                 |

Видеоролики находились также в интернете по адресу vesna2013.yandex.ru (в настоящее время сайт не работает).

## Реклама отдельных продуктов «Яндекса»

### Яндекс.Браузер
Рекламная кампания Яндекс.Браузера была запущена после выхода версии 1.1 продукта. Совместно с агентством My Agency (с ним «Яндекс» уже работал во время кампании «Ответы на все случаи жизни») в офисе компании в Москве был записан ролик с сотрудниками компании в главных ролях, с целью отразить дух рабочего процесса.
Реклама браузера в Турции была ещё масштабнее: помимо теле- и интернет-рекламы, были проведены также две оригинальные рекламные акции. Первая из них — так называемые «фанатские версии» браузера в стилистике клубов «Галатасарай», «Фенербахче» и «Бешикташ» (на странице futbolaski.yandex.com.tr).
Другая акция — розыгрыш автомобиля «Ламборгини», который проходил с 28 февраля по 19 мая 2013 года. Для участия нужно было только скачать браузер и зарегистрироваться на сайте kazan.yandex.com.tr. 3 июля 2013 года приз получил житель города Газиантеп.

### Другие
Проводятся также кампании по продвижению Яндекс. Карт, Яндекс.Почты, Яндекс.Такси. С целью иллюстрации функционала Яндекс.Пробок на улицах устанавливаются экраны-информеры.

## Прочее
Осенью 2001 года «Яндекс» участвовал в проекте ОРТ «Последний герой», а в октябре-декабре 2002-го - в «Фабрике звёзд».

## Статьи
- Мазалов, В. В. Задача наилучшего выбора и её применение в рекламных кампаниях поисковой системы Яндекс / В. В. Мазалов, А. А. Фалько // Интернет-математика 2007 : сб. работ участников конкурса науч. проектов по информ. поиску / [отв. ред. П. И. Браславский]. — Екатеринбург : Изд-во Урал. университета, 2007. — С. 126—134.